# Летючий човник

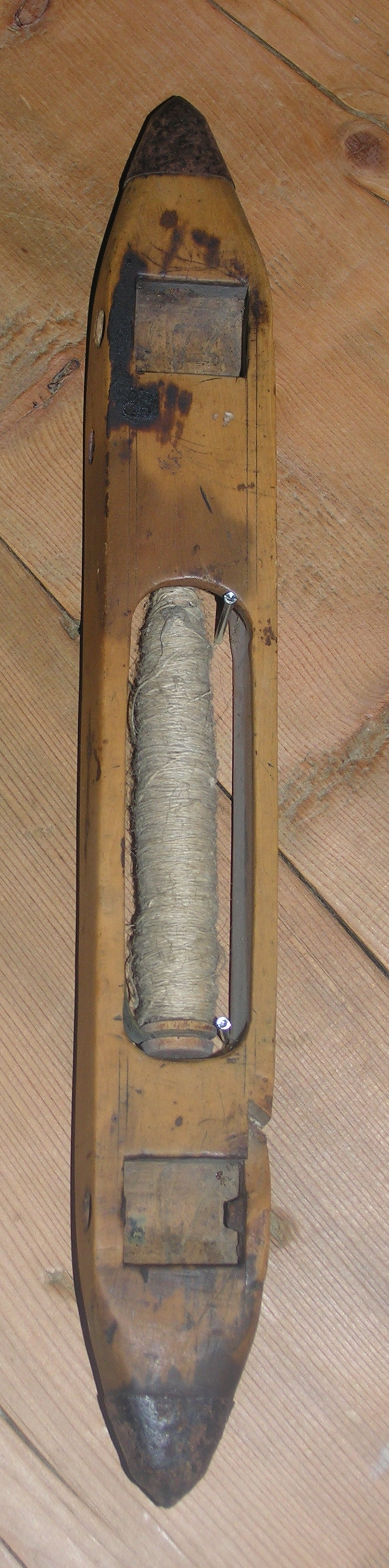
Летючий човник з цівкою.

Летю́чий човник, літаючий човник, також літаковий човник (з рос. самолётный челнок) — ткацький човник з механізованим пересуванням у зіві. Запатентований у 1733 році англійським винахідником Джоном Кеєм (1704—1779), він став одним з рушіїв розвитку текстильного виробництва під час Промислової революції, значно пошвидшивши процес ткання і полегшивши ручну працю. У той час як широкий верстат вимагав двох робітників, що подавали човник один одному, з летючим човником міг працювати один робітник. Якщо до його винаходу на одного ткача припадало 4 прядильники, то після його широкого впровадження в 1750-х ця диспропорція збільшилася.

## Опис
У звичайному ручному ткацькому верстаті ткач сидів перед тканим полотном, використовуючи педалі для переміщення вгору і вниз ремізок, які утворювали зів основи. Потім він брав рукою човник і проводив його через зів, виймаючи його з другого боку другою рукою, далі він ущільнював утокову нитку лядою. Ця операція (так званий «кидок») вимагала від ткача постійно нагинатися над тканиною, а якщо її ширина перевищувала межу досяжності руки (150 см чи менше), то потрібна була участь двох робітників.
У вдосконаленому ручному й механічному верстаті використовується дошка, що пересувається з одного боку до другого, попереду ляди, утворюючи доріжку, по якій бігає човник. Нижні нитки зіва лежать на цій доріжці і човник ковзає по них. На кожному з кінців доріжки розташовується скринька, що ловить човник в кінці його проходу, і що містить механізм штовхання човника. Скринька складається з двох стінок, споряджених внутрішніми пазами, у яких пересувається штовхач, що складається з дощечки з відростком, оклеєним шкірою з боку човника. До штовхача прив'язаний шнур чи ремінь, шнури від обох скриньок з'єднуються в один (іноді спільний шнур споряджається руків'ям). Влітаючи в скриньку, човник відводить штовхач у його крайнє положення. Смикаючи за шнур, ткач завдає штовхачу, а від нього і човнику, удару, від якого човник летить вздовж доріжки до другої скриньки. Конструкція самого човника мало відрізняється від конструкції човника ручного верстата: кінці його загострені (як у кулі унітарного набою) і зміцнені металевими оковками, зазвичай він має ролики для зменшення тертя. Утокова нитка виходить з кінця, а не з боку, цівка з ниткою надівається на відкидний стрижень-цьвак човника. Окрім того, летючий човник має дещо більшу вагу, для забезпечення достатнього для проходу через зів імпульсу.

## Сучасність
Летючий човник панував в промисловому ткацтві до середини XX століття, коли на зміну йому прийшли інші системи. Важкий човник був шумним і енерговитратним (витрачана для кидка енергія втрачалася при його ловленні), окрім того, його інерція обмежувала швидкість верстата. Рапірні верстати й верстати з мікропрокладачами усунули потребу в проведенні цівки з ниткою через зів, пізніше верстати з пневматичним і гідравлічним прокладанням утоку ще більше зменшили вагу рухомих частин. Проте, верстати з летючими човниками продовжують використовуватися в промисловості.

## Галерея

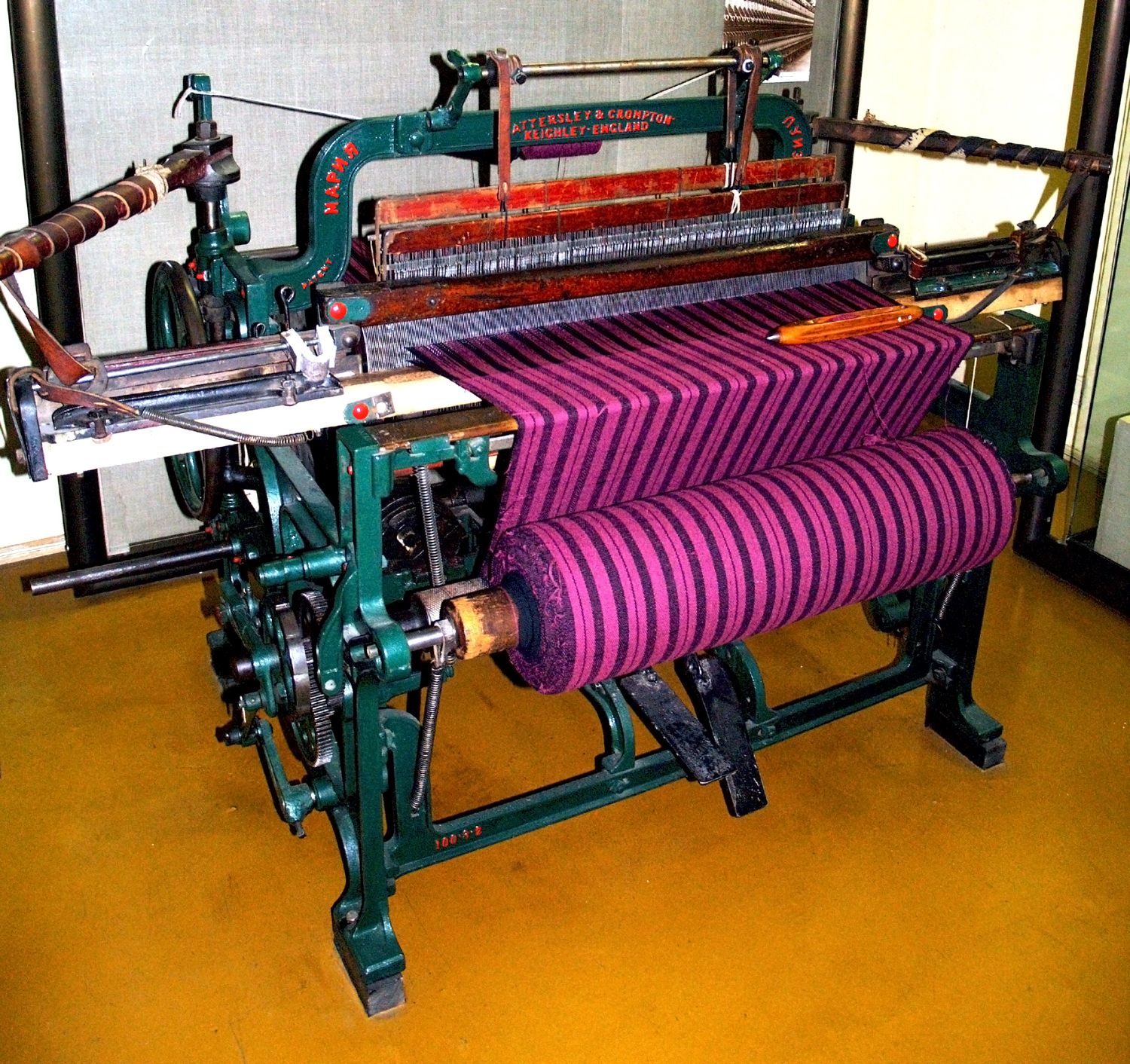
Верстат 1893 року з летючим човником.
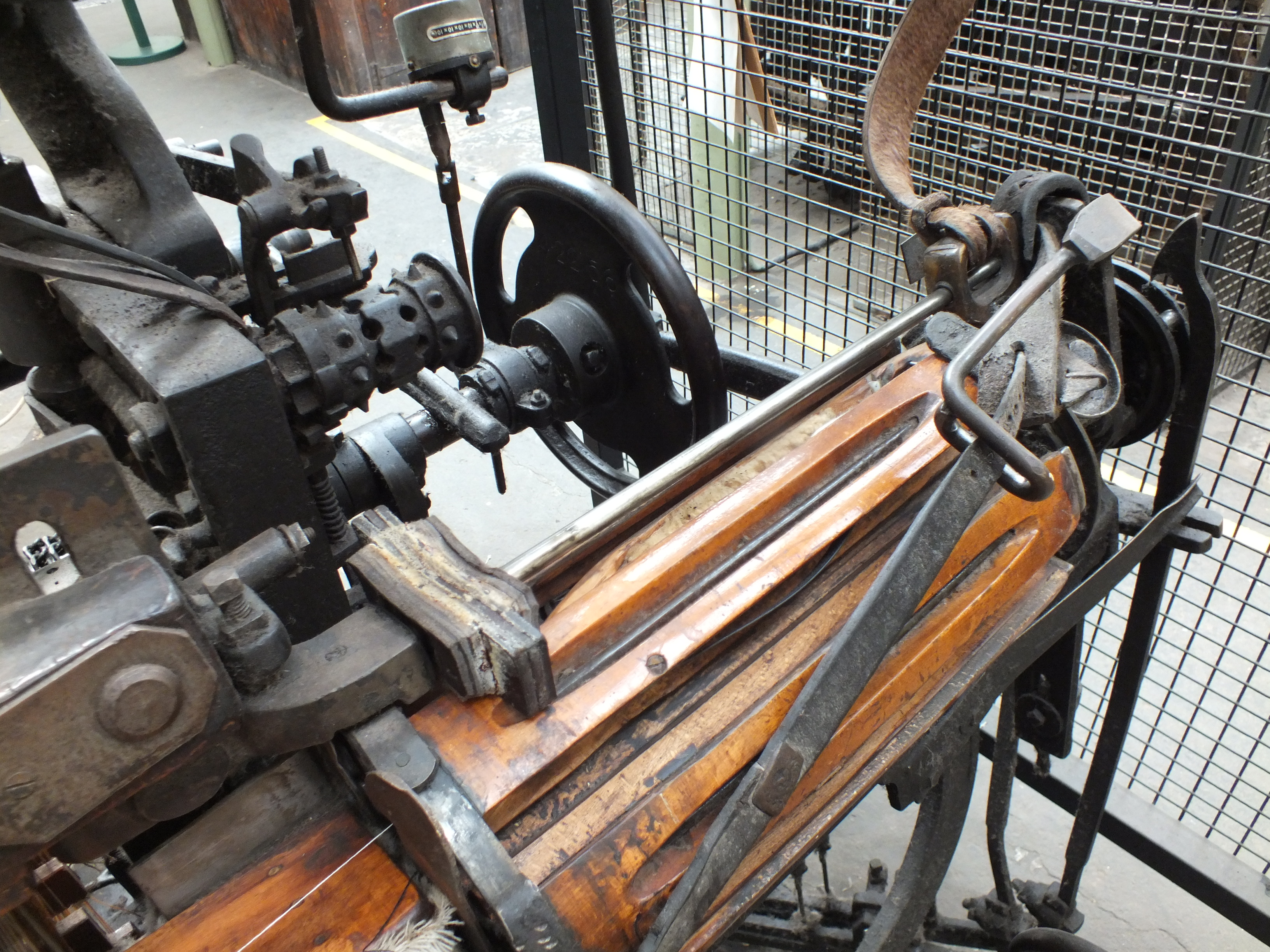
Скринька для штовхання і ловлення човника верстата 1893 р.
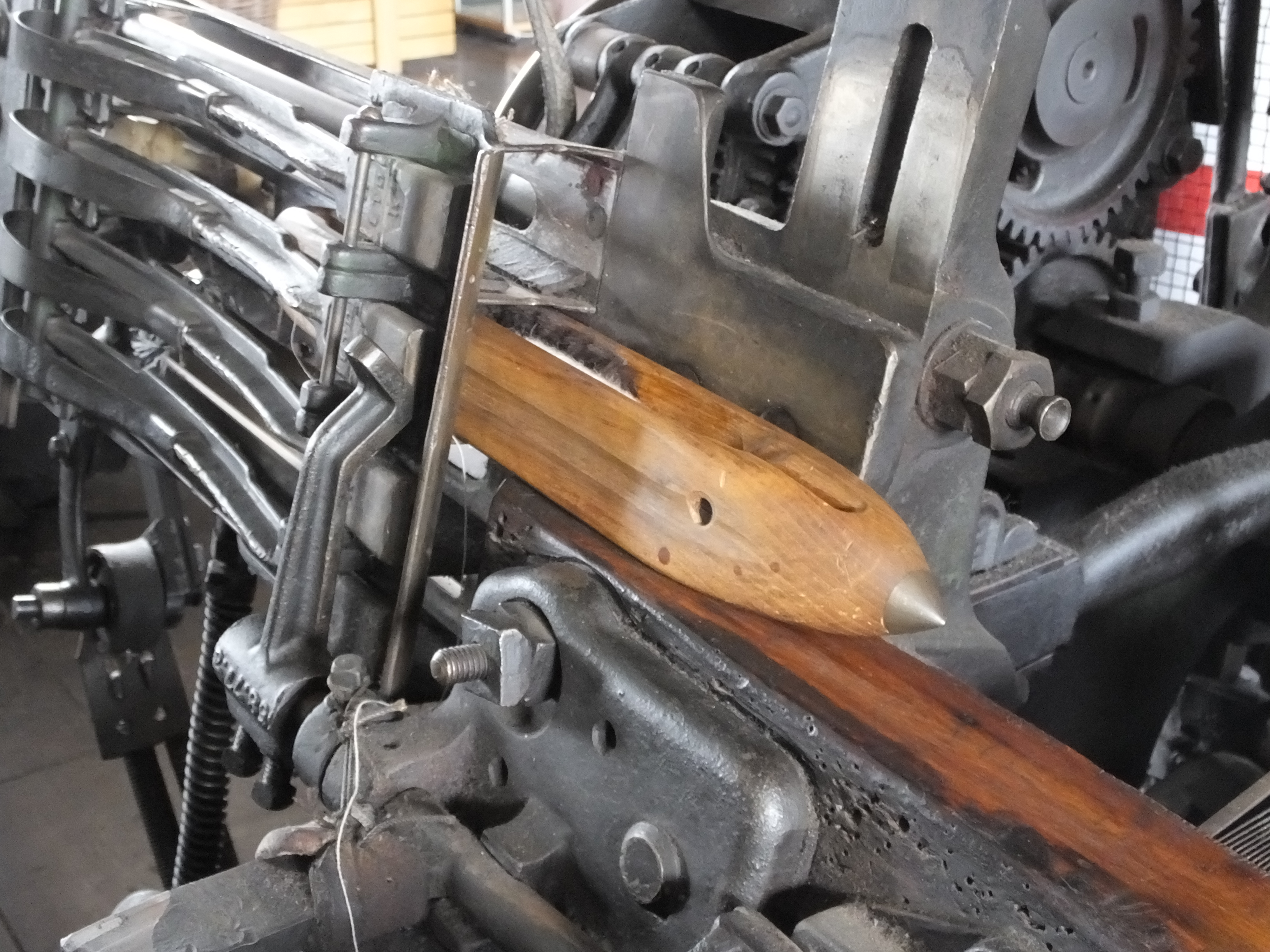
Човник у штовхально-ловильному механізмі.
- Робота на верстаті з летючим човником.
- Натягання основи і робота летючого човника.
- Робота механічного ткацького верстата.